# Telmo García
Pour les articles homonymes, voir García.
Telmo García (né le 21 juin 1906 à Madrid et mort le 7 janvier 1972 dans sa ville natale) est un coureur cycliste espagnol.

## Biographie
Professionnel de 1923 à 1936, il devient notamment champion d'Espagne sur route en 1928 après avoir obtenu de nombreux podiums sur ce championnat. Il a également remporté à deux reprises la Clásica a los Puertos de Guadarrama et trois étapes du Tour d'Andalousie en 1925.

## Palmarès

### Par année
- 1923
  - 2e du championnat d'Espagne sur route
- 1924
  - 2e du championnat d'Espagne sur route
- 1925
  - Clásica a los Puertos
  - 3e, 4e et 5e étapes du Tour d'Andalousie
  - 3e du championnat d'Espagne sur route
  - 3e du Tour d'Andalousie
- 1927
  - 2e du championnat d'Espagne sur route
  - 2e de la Prueba Villafranca de Ordizia
- 1928
  -  Champion d'Espagne sur route
  - Clásica a los Puertos
- 1932
  - Tour de Madrid

### Résultats sur le Tour d'Espagne
1 participation
- 1936 : abandon (2e étape[1])